# Boronsäuren

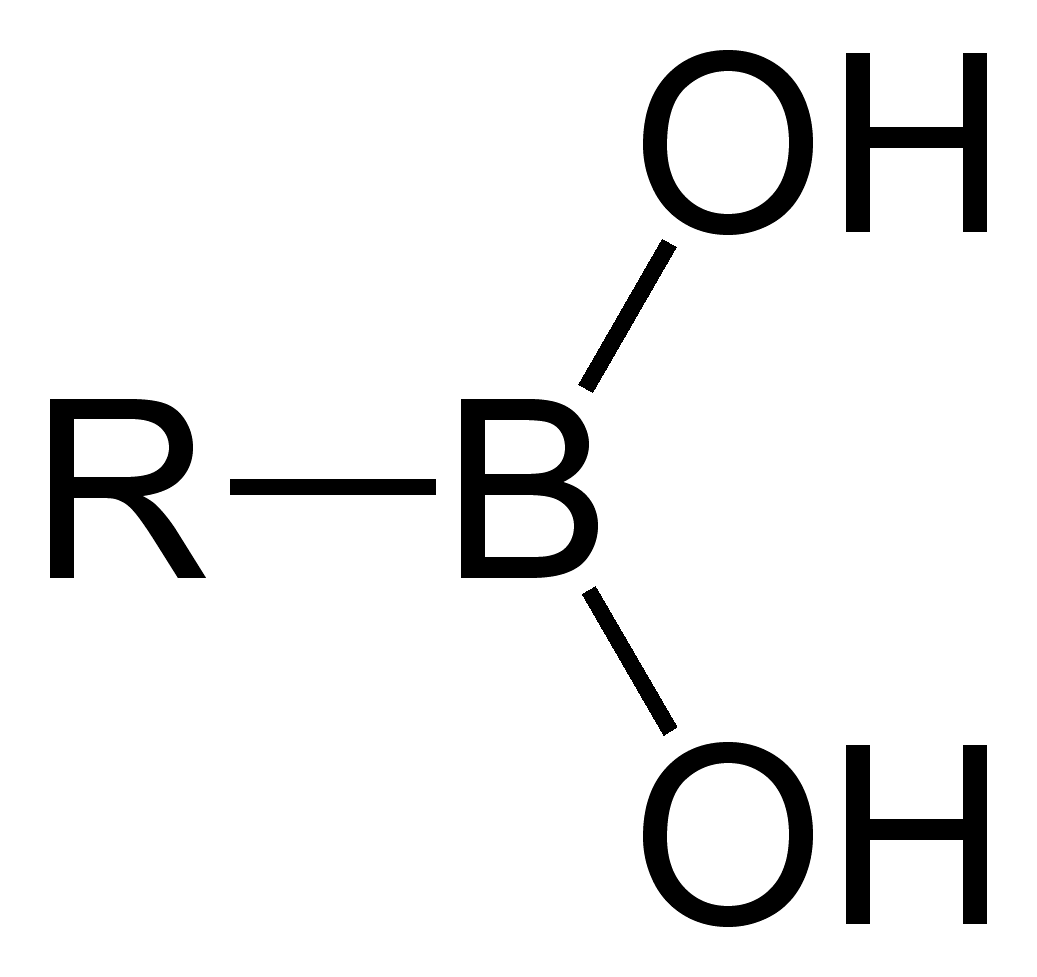
Allgemeine Struktur von Boronsäuren

Boronsäuren sind Derivate der Borsäure, bei denen eine Hydroxygruppe durch eine Organylgruppe substituiert ist. Sie zählen damit zu den bororganischen Verbindungen.  Des Weiteren handelt es sich bei Boronsäuren um Lewis-Säuren.
Ein einzigartiges Merkmal der Boronsäuren ist, dass sie zusammen mit Sacchariden, Aminosäuren und Hydroxamsäuren reversible kovalente Komplexe bilden können. Die pKs-Werte von Boronsäuren liegen bei etwa 9. Sie können allerdings auch in der Form von tetraedrischen Boratkomplexen vorkommen deren pKs bei ~7 liegt.
Typische Anwendungen für Boronsäuren sind die Anbindung an Saccharide zur Fluoreszenzdetektion oder des selektiven Transports durch Membranen. Boronsäuren werden in der organischen Chemie dazu verwendet, organische Substanzen mittels Suzuki-Kupplung miteinander zu verbinden. Darüber hinaus werden sie zur Transmetallierung verwendet.
Bortezomib ist eine Boronsäure, die in der Chemotherapie eingesetzt wird.